# Ежен Пубель
Ежен-Рене Пубель (фр. Eugène-René Poubelle; 15 квітня 1831, Кан (Нормандія) — 15 липня 1907, Париж) — французький правник, дипломат і державний діяч. Увічнений у французькій мові словом poubelle (контейнер для сміття), оскільки був ініціатором встановлення сміттєвих контейнерів у Парижі.

## Біографія

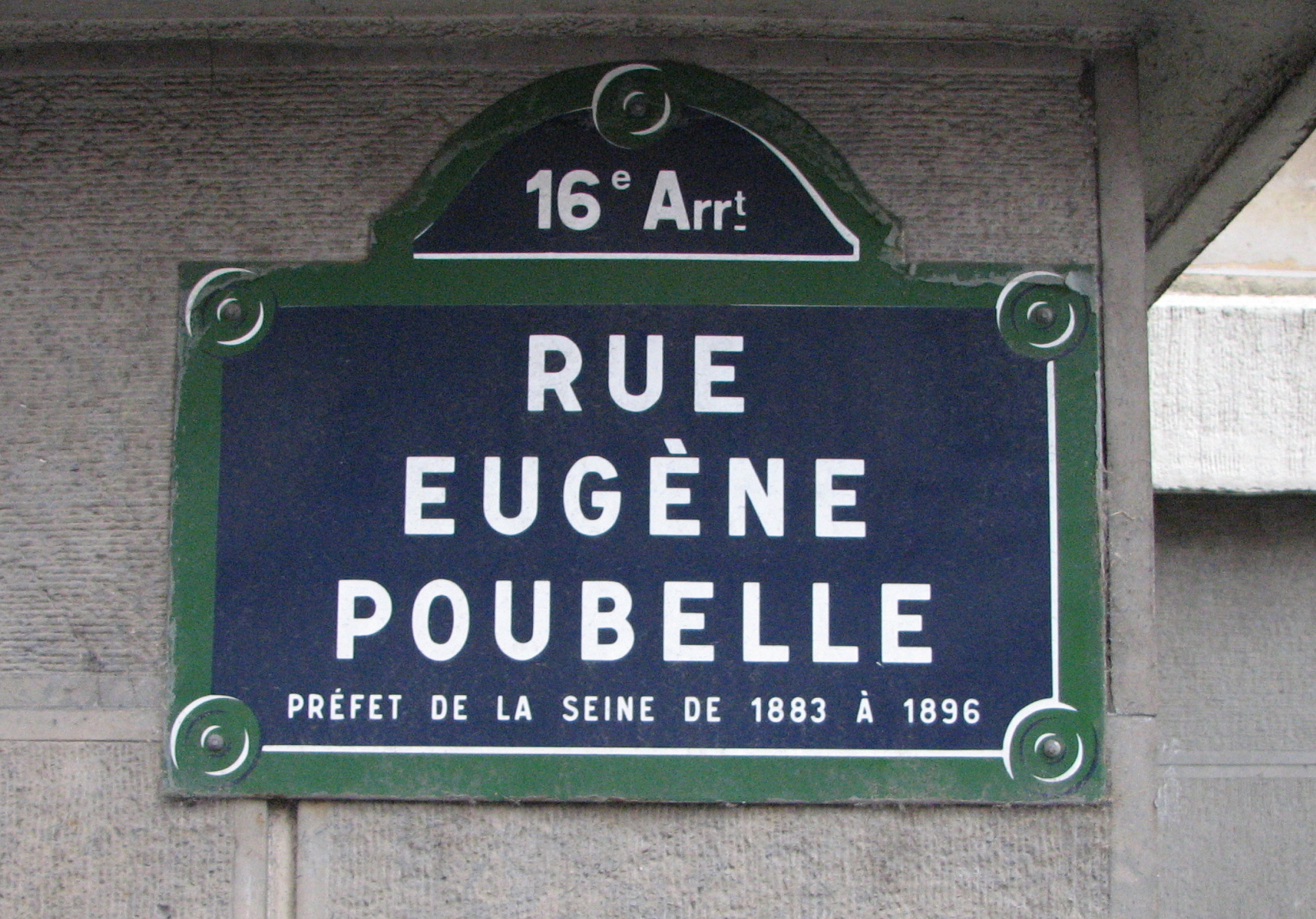
Вулиця Ежена Пубеля в Парижі

Пубель народився в заможній родині нормандського міста Кана. Поступив до університету Кана, де вивчав право і незабаром отримав науковий ступінь. Пубель викладав в університетах Кана, Гренобля й Тулузи, але з часом він перейшов на адміністративну роботу. 1871 року він став префектом Шаранти, пізніше займав таку саму посаду в департаментах Ізер, Корсика, Ду, Буш-дю-Рон.
1883 року Пубель одержав впливову в Парижі посаду префекта Сени. Того ж року він підготував указ, який зобов'язує власників будинків встановлювати контейнери для збору сміття. Наступної весни закон був прийнятий, причому він передбачав 3 контейнери (за деякими джерелами, 2 контейнери) для різних типів сміття: продовольчих відходів, паперів і тканини, скла й кераміки. Контейнери, місткість яких також регламентувалася, мали бути дерев'яними з металевим покриттям усередині, щоб уникнути загоряння. Ініціатива викликала протидію домовласників, чиї витрати збільшувалися, але й сміттярів, адже реформа загрожувала їхньому існуванню. 
Нові контейнери стали іронічно називати за прізвищем префекта «пубель». 1890 року це слово увійшло в додаток до "Великого універсального словника XIX століття (фр. Grand Dictionnaire universel du XIXe siècle). Нині цей термін не має емоційного забарвлення і повсюдно застосовується у французькій мові для сміттєвих контейнерів та сміттєвих урн.
1894 року після п'ятої пандемії холери, Пубелю вдалося прийняти ще один спірний закон, який зобов'язував домовласників за свої кошти приєднувати будівлі до загальної системи каналізації.
1885 року він не погодився з думкою медичної комісії та підписав декрет, який дозволяв жінкам брати участь в національному конкурсі для здобуття медичних професій. Цей декрет поклав край забороні жінкам на роботу лікарем і хірургом у Франції.
1896 року він залишив пост префекта й отримав призначення в Рим як посол Франції у Ватикані. 1898 року Пубель повернувся до Франції й до 1904 року обіймав посаду генерального консула департаменту Од .
Помер 15 липня 1907 року в Парижі. Похований у місті Каркассонні. Іменем Пубеля названо коротку вулицю в XVI окрузі Парижа поруч із мостом Гренель.